# O Herege
O Herege (publicado originalmente na Inglaterra sob o título Heretic) é um livro escrito pelo inglês Bernard Cornwell, sendo o terceiro dos quatro volumes da trilogia A Busca do Graal (os outros dois são O Arqueiro, O Andarilho e 1356).

## Sinopse
O Santo Graal até hoje inspira muitas obras-primas da literatura. Tornou-se o mais mítico dos objetos, imortalizado no imaginário de todo o mundo ocidental. Sua lenda é normalmente ligada as histórias de Artur e seus cavaleiros, mas, desta vez, Bernard Cornwell transporta a saga de sua busca para o século XIV, em plena Guerra dos Cem Anos entre Inglaterra e França.
O Herege é o terceiro volume desta trilogia, iniciada com o empolgante romance O Arqueiro. Thomas de Hookton, o valente arqueiro inglês, viaja à frente de alguns homens até o interior da França. Lá, toma uma fortificação inimiga que usa como base para suas expedições a Astarac, terra de seus ancestrais, a família Vexille, que teria sido guardiã do Graal. Pretende, com essa arriscada expedição, atrair a atenção de seu primo e inimigo, Guy Vexille, conhecido como Arlequin e que também busca o Cálice Sagrado.
Mas jogos políticos e uma bela jovem acusada de feitiçaria podem atrapalhar os planos de Thomas, e fazer com que a maior relíquia da cristandade caia nas mãos de homens inescrupulosos que ambicionam apenas o poder e a fortuna que um objeto tão venerável lhes proporcionaria.
Entre arqueiros, mercenários, Reis, monges, guerreiros, cardeais, inquisidores, nobres e lindas mulheres, Thomas leva os leitores ao desfecho de uma aventura inesquecível pelo século XIV. Um livro apaixonante sobre um dos períodos mais conturbados da História Inglesa. Cornwell confirma com O Herege a reputação de grande escritor conquistada com a sua releitura das aventuras de Artur e seus cavaleiros.